# خوان هیتا
خوان هیتا (انگلیسی: Juan Hita; ۵ سپتامبر ۱۹۴۴ – ۱۱ ژوئن ۲۰۱۴) بازیکن فوتبال اهل اسپانیا بود.
از باشگاه‌هایی که در آن بازی کرده‌است می‌توان به باشگاه فوتبال سویا اشاره کرد.
وی همچنین در تیم ملی فوتبال اسپانیا بازی کرده‌است.